# Бівілл (Техас)
Бівілл (англ. Beeville) — місто (англ. city) в США, в окрузі Бі штату Техас. Населення — 13 669 осіб (2020).

## Географія
Бівілл розташований за координатами 28°24′21″ пн. ш. 97°44′58″ зх. д. / 28.40583° пн. ш. 97.74944° зх. д. (28.405865, -97.749399).  За даними Бюро перепису населення США в 2010 році місто мало площу 16,00 км², уся площа — суходіл.

### Клімат
Місто знаходиться у зоні, котра характеризується вологим субтропічним кліматом. Найтепліший місяць — серпень із середньою температурою 30.4 °C (86.8 °F). Найхолодніший місяць — січень, із середньою температурою 14 °С (57.2 °F).
| Клімат Бівілла          | Клімат Бівілла | Клімат Бівілла | Клімат Бівілла | Клімат Бівілла | Клімат Бівілла | Клімат Бівілла | Клімат Бівілла | Клімат Бівілла | Клімат Бівілла | Клімат Бівілла | Клімат Бівілла | Клімат Бівілла | Клімат Бівілла |
| Показник                | Січ.           | Лют.           | Бер.           | Квіт.          | Трав.          | Черв.          | Лип.           | Серп.          | Вер.           | Жовт.          | Лист.          | Груд.          | Рік            |
| Абсолютний максимум, °C | 33             | 38             | 38             | 40             | 38             | 45             | 43             | 42             | 40             | 39             | 35             | 31             | 45             |
| Середній максимум, °C   | 20             | 21,6           | 24,9           | 28,7           | 31,7           | 35,3           | 36,2           | 36,3           | 33,8           | 29,8           | 24,6           | 20,2           | 28,6           |
| Середня температура, °C | 14             | 15,8           | 19             | 22,8           | 26,4           | 29,4           | 30,3           | 30,4           | 28,1           | 24             | 18,6           | 14,3           | 22,8           |
| Середній мінімум, °C    | 7,9            | 10             | 13,1           | 16,8           | 21,2           | 23,6           | 24,5           | 24,6           | 22,3           | 18,2           | 12,7           | 8,5            | 17             |
| Абсолютний мінімум, °C  | −9             | −6             | −3             | 0              | 8              | 13             | 18             | 17             | 8              | 1              | −3             | −11            | −11            |
| Норма опадів, мм        | 40.6           | 45.7           | 48.3           | 73.7           | 88.9           | 88.9           | 104.1          | 55.9           | 121.9          | 71.1           | 61             | 40.6           | 838.2          |
| Днів з опадами          | 8,8            | 7,3            | 5,9            | 6,1            | 8,7            | 8,2            | 6,6            | 6              | 7,6            | 7,5            | 5,3            | 6,7            | 84,7           |
| Днів зі снігом          | 0,2            | 0              | 0              | 0              | 0              | 0              | 0              | 0              | 0              | 0              | 0              | 0              | 0,2            |
| ----------------------- | -------------- | -------------- | -------------- | -------------- | -------------- | -------------- | -------------- | -------------- | -------------- | -------------- | -------------- | -------------- | -------------- |
| Джерело: Weatherbase    |                |                |                |                |                |                |                |                |                |                |                |                |                |

## Демографія
Згідно з переписом 2010 року, у місті мешкали 12 863 особи в 4734 домогосподарствах у складі 3174 родин. Густота населення становила 804 особи/км².  Було 5383 помешкання (336/км²).
Расовий склад населення:
| - 79,1 % — білих - 2,7 % — чорних або афроамериканців - 0,9 % — азіатів - 0,7 % — корінних американців - 0,1 % — вихідців з тихоокеанських островів - 13,2 % — осіб інших рас |

До двох чи більше рас належало 3,3 %. Частка іспаномовних становила 71,9 % від усіх жителів.
За віковим діапазоном населення розподілялося таким чином: 29,7 % — особи молодші 18 років, 58,3 % — особи у віці 18—64 років, 12,0 % — особи у віці 65 років та старші. Медіана віку мешканця становила 31,9 року. На 100 осіб жіночої статі у місті припадало 89,4 чоловіків;  на 100 жінок у віці від 18 років та старших — 86,8 чоловіків також старших 18 років.
Середній дохід на одне домашнє господарство  становив 49 987 доларів США (медіана — 38 750), а середній дохід на одну сім'ю — 55 081 долар (медіана — 42 465). Медіана доходів становила 39 313 долари для чоловіків та 24 075 доларів для жінок. За межею бідності перебувало 24,5 % осіб, у тому числі 41,3 % дітей у віці до 18 років та 17,0 % осіб у віці 65 років та старших.
Цивільне працевлаштоване населення становило 5808 осіб. Основні галузі зайнятості: освіта, охорона здоров'я та соціальна допомога — 24,2 %, роздрібна торгівля — 18,0 %, публічна адміністрація — 12,2 %, сільське господарство, лісництво, риболовля — 10,7 %.